# 中尾英俊
中尾 英俊（なかお ひでとし、1924年9月10日- 2014年12月21日）は、日本の法学者で、弁護士。西南学院大学名誉教授。湘潭大学名誉教授。法学博士（九州大学、1962年）。2001年勲三等瑞宝章受章。

## 経歴
東京市（東京都）生まれ福岡県育ち。父の勤務の都合で、主に東京と郷里福岡で幼少年時代を過ごす。東京府立第八中学校（現･東京都立小山台高等学校）卒業後、1943年4月東京商科大学商学専門部（現一橋大学）に入学する。翌年8月東京商科大学商学専門部在学のまま海軍予備生徒、1945年6月海軍少尉候補生を命ぜられ、特殊潜航艇蛟龍艇長として訓練を受け、出撃待機中に終戦を迎える。同年9月少尉任官、復員。郷里の福岡に帰り約1年間実家にて農業に従事する。
1946年5月、九州帝国大学法文学部法科に進学し、在学中約一年間、福岡県学業院中学校教員を務め、1949年3月卒業。在学中に国家公務員試験(六級職)に合格する。
九大卒業後の運輸省採用が内定していたが同省からの国鉄分離により採用延期となったため、1949年4月農林省福岡統計調査事務所に勤務。1950年1月より農林省農業総合研究所九州支所勤務となる。
1952年12月、九州大学法学部研究生となり青山道夫を指導教官として家族法の研究に従事する。1955年4月佐賀大学文理学部講師、1957年4月同助教授。1958年、国内研究員として東京大学に内地留学し、川島武宜の指導のもと入会権の研究に従事する。これ以来川島武宜主宰の入会権研究会の一員に加わる。1962年3月法学博士。1964年日本学術振興会流動研究員として再び東京大学に1年間の内地留学し、入会権の判例研究に従事。1966年4月佐賀大学経済学部(兼文理学部)教授。このころから入会林野近代化事業の実施に伴い、九州各県の入会林野コンサルタントを務める。
1969年6月西南学院大学法学部教授。同年8月同法学部長。大学院法学研究科設置に関わる。1971年大学院法学研究科設置と同時に法学研究科長併任(1971年6月まで)。1985年7月同大学院学務部長（1987年6月まで）。1992年、日韓の学者とともに日韓家族法学会を設立。1994年9月中国湘潭大学名誉教授。
1995年定年退職、西南学院大学名誉教授。1997年福岡県弁護士会登録。2001年勲三等瑞宝章を受ける。
2014年12月21日に心筋梗塞で90歳で死去した。
大の鉄道ファンとしても知られ、専門分野以外でも『東アジア行く旅』（海鳥社）等の著書もある。

## 著作
- 『林野法の研究』（勁草書房、1965年）
- 『戦後入会判例集』（宗文館書店、1966年）
- 『入会林野の法律問題』（勁草書房、1969年）
- 『私営猟区制度創設のための法制に関する研究』（環境庁自然保護局、1971年）
- 『林業法律』（農林出版、1974年）
- 『物権法』（青甲社、1978年）
- 『入会権 1-2（叢書民法総合判例研究）』（一粒社、1982年）
- 『入会裁判の実証的研究』（法律文化社、1984年）
- 『アジア・ヨーロッパ歩き録』（勁草書房、1990年）
- 『日本社会と法』（日本評論社、1994年）
- 『もやい』（図書出版海鳥社、1997年）
- 『東アジア行く旅』（海鳥社、1999年）
- 『村からのたより―入会・家族・生業―変わる村々の記録』（海鳥社、1999年）
- 『戦後入会判決集 1-3巻』（信山社、2004年）
- 『入会権の判例総合解説（判例総合解説シリーズ）』（信山社、2007年）
- 『入会権―その本質と現代的課題』（勁草書房、2009年）

## 共編著
- （潮見俊隆、渡辺洋三他共著）『日本の農村』（岩波書店、1957年）
- （青山道夫共著）『民法概説』（法律文化社、1963年）
- （黒木三郎、熊谷開作共編）『全国山林原野入会慣行調査昭和49年』（青甲社、1975年）
- （渡辺洋三共著）『日本の社会と法―土地・住宅の法律問題』（日本評論社、1975年）